# قلعة القديسة إليزابيث
قلعة القديسة إليزابيث هذه قلعة ترابية كبيرة تقع في مدينة كروبيفنيتسكي، في المركز الجغرافي لأوكرانيا. وهي من المعالم الأثرية النادرة من هذا النوع، إذ لا يوجد منها سوى حوالي عشرة في أوروبا.

## تاريخ
بعد تأسيس مستعمرة "صربيا الجديدة" العسكرية على يد أهالي جنوب أوروبا، بنى القوزاق الأوكرانيون، بأمر من الإمبراطورة الروسية إليزابيث الثانية، هذه القلعة لحماية أراضيهم من هجمات الإمبراطورية العثمانية. في عام 1654، تأسس تحالف عسكري، شارك الأوكرانيون في إطاره في عدة حروب إلى جانب روسيا.
خلال الحرب مع الدولة العثمانية (1768-1774)، صمدت القلعة، التي كانت تضم 6000 جندي، أمام حصار 70 ألف معتدٍ، وصدت هجومًا تركيًا. في عام 1784، عندما تحولت القلعة إلى مدينة، نُقلت المدافع منها إلى خيرسون. في عام 1794، بلغ عدد المدافع 162 مدفعًا، تخدم 277 جنديًا. بعد القرن الثامن عشر، لم يبقَ سوى مدفعين، وُضعا على قواعد حجرية عند مدخل البوابة الرئيسية.

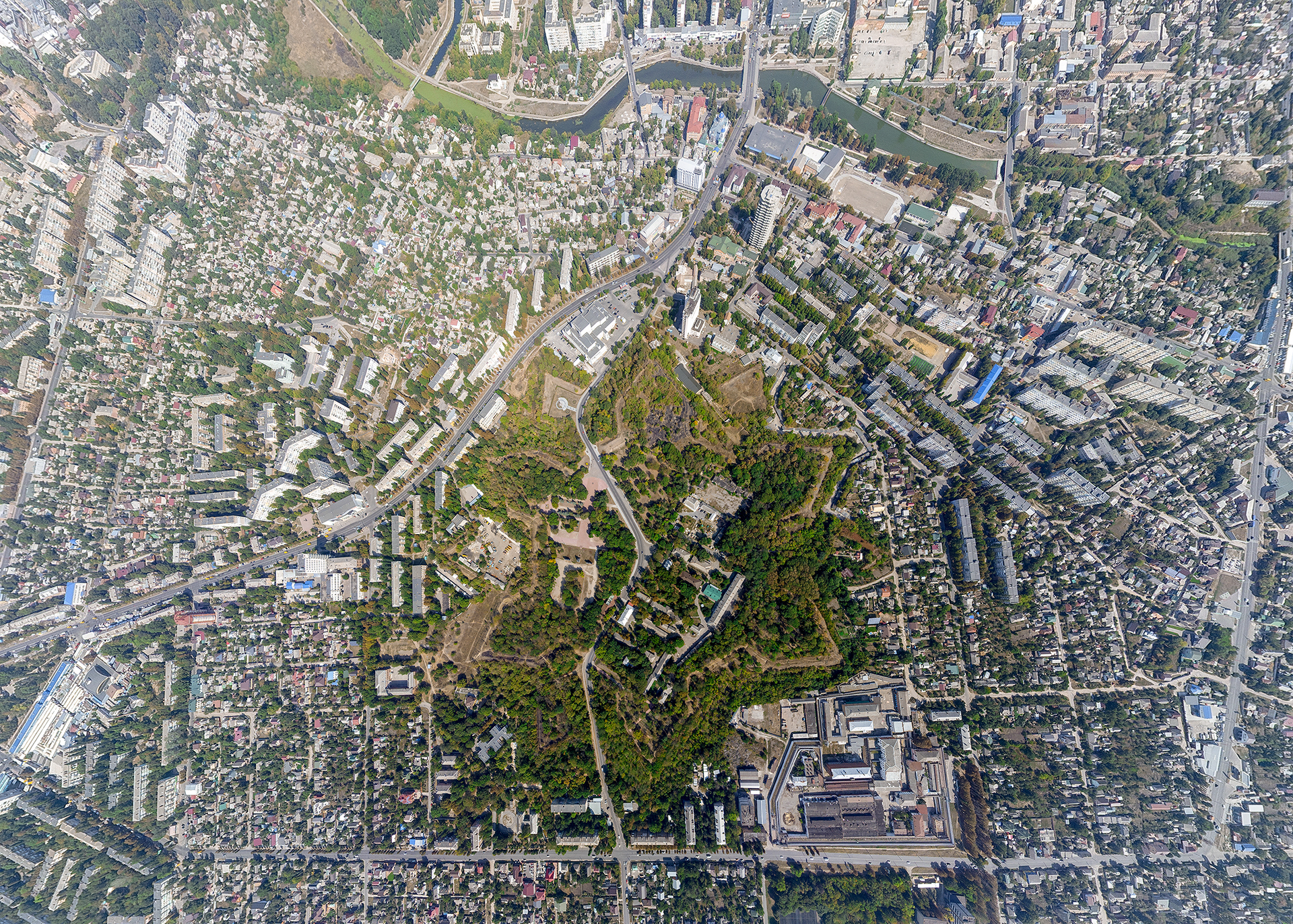
منظر من الأعلى لمركز كروبيفنيتسكي

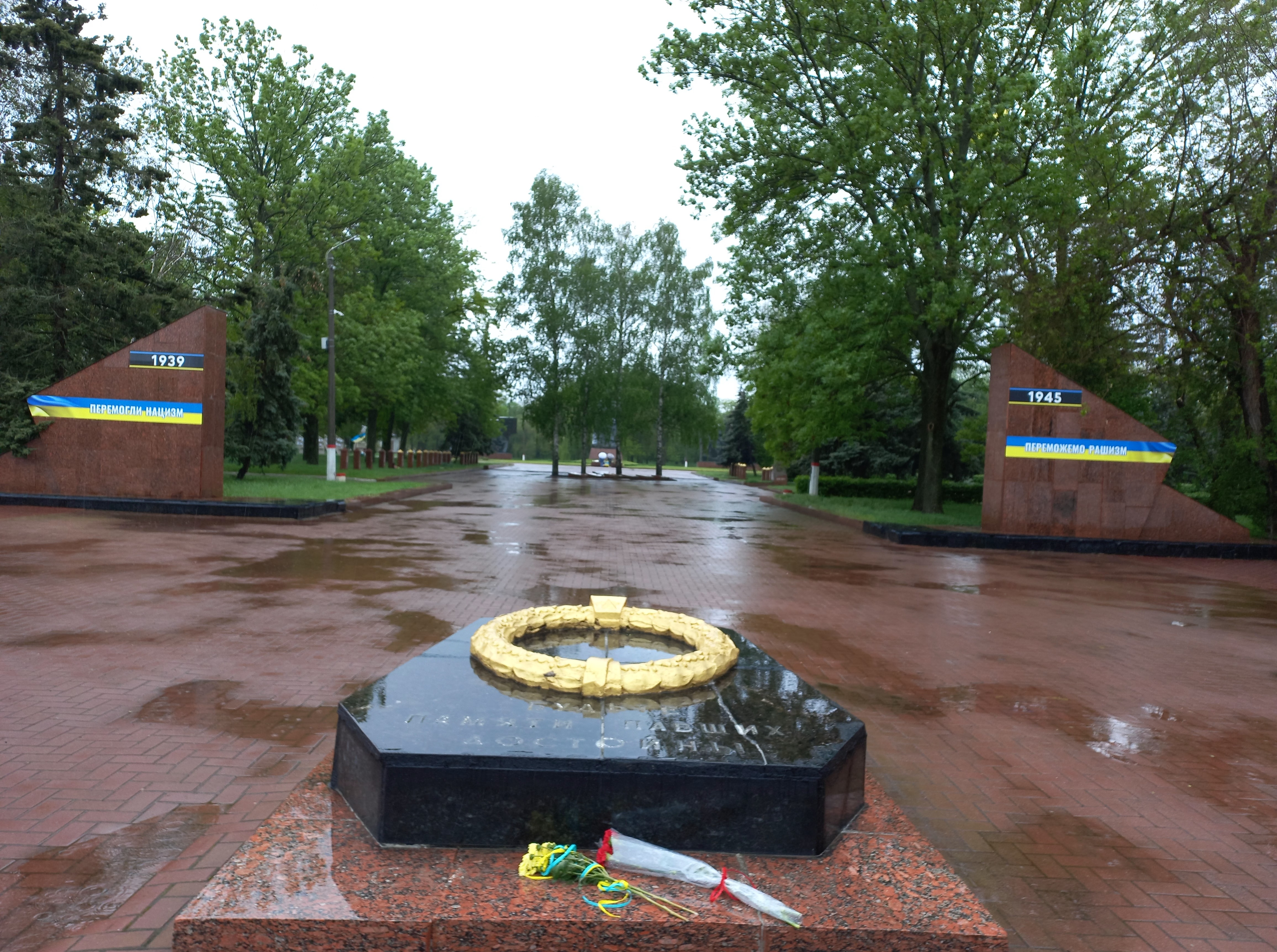
المقبرة العسكرية

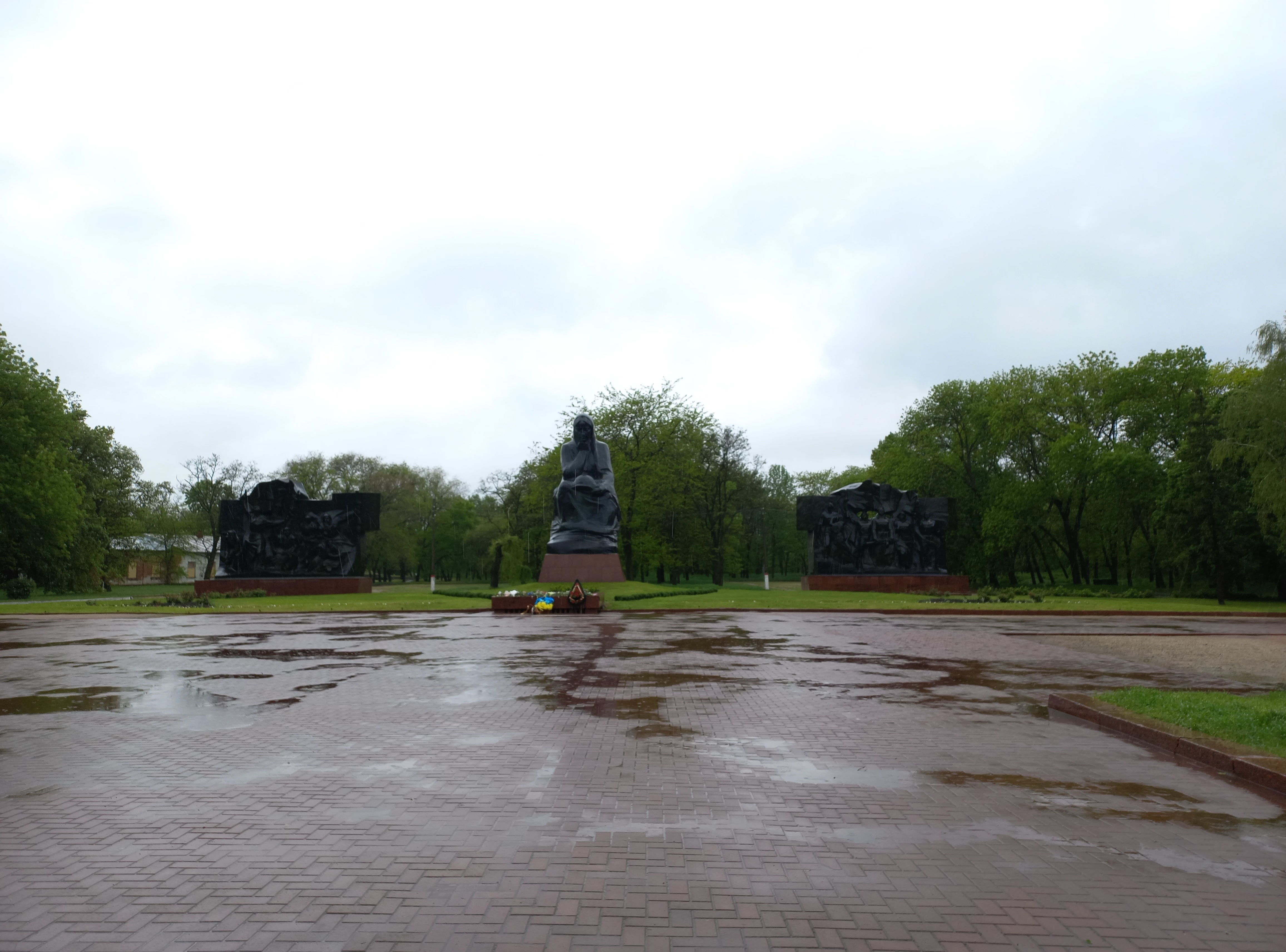
التماثيل الموجودة في وسط النصب التذكاري مخصصة لعشرات الآلاف من سكان المدينة الذين قتلوا على يد النازيين.

خلال الحرب مع جمهورية أوكرانيا الشعبية، احتل الشيوعيون المدينة وأنشأوا سجنًا للمعارضين السياسيين. وخلال المجاعة المصطنعة بين عامي 1932 و1933، والتي اعتبرتها دول عديدة إبادة جماعية للأوكرانيين، وعمليات القمع عام 1937، دفنت أجهزة المخابرات السوفيتية سرًا جثث من ماتوا جوعًا ومن قُتلوا نتيجة القمع في مقابر جماعية.
كان موضوع القمع السياسي السوفييتي محظورًا من المناقشة حتى في المحادثات الخاصة، ناهيك عن وسائل الإعلام؛ وكان أي ذكر له من شأنه أن يؤدي إلى السجن أو الإيداع في مستشفى للأمراض النفسية حتى سقوط الدكتاتورية في عام 1991.
خلال الاحتلال النازي للمدينة بين عامي 1941 و1944، أُعدم آلاف اليهود ومقاتلي المقاومة رميًا بالرصاص مرارًا وتكرارًا في إطار محرقة الهولوكوست. بعد التحرير، دُفن الموتى هنا. منذ عام 1950، شُيّد هنا نصب تذكاري كبير لضحايا الحرب العالمية الثانية، يضم ٥٠ ألف قبر، معظمها لأوكرانيين ويهود.
في ستينيات القرن الماضي، شُيّدت نُصب حجرية على القبور، وفي أوائل ثمانينياته، نُصبت منحوتات في وسطها. وهناك نُصب تذكارية مُخصصة لأبطال الحرب العالمية الثانية والحرب الروسية الأوكرانية (2014-). وفي عام 2016، شُيّدت نُصب تذكارية لضحايا مجاعة عامي 1932-1933.